# Arnaut Danjuma
Arnaut Danjuma Groeneveld (ur. 31 stycznia 1997 w Lagos, Nigeria) – holenderski piłkarz pochodzenia nigeryjskiego grający na pozycji napastnika, reprezentant Holandii.

## Życiorys
Jest wychowankiem PSV Eindhoven. W czasach juniorskich trenował także w RKSV Margriet i FC Oss. W latach 2016–2018 grał w NEC Nijmegen. W Eredivisie zadebiutował 10 września 2016 w przegranym 0:4 meczu z PSV. 1 lipca 2018 odszedł za milion euro do belgijskiego Club Brugge. 1 sierpnia 2019 został zawodnikiem angielskiego A.F.C. Bournemouth – kwota transferu wyniosła 18 milionów euro.
W reprezentacji Holandii zadebiutował 13 października 2018 w wygranym 3:0 meczu z Niemcami. Do gry wszedł w 68. minucie, zastępując Stevena Bergwijna.